# Pachypasa capensis
Pachypasa capensis là một loài côn trùng trong họ Lasiocampidae. Loài này được Linnaeus miêu tả khoa học đầu tiên năm 1767.
Đây là loài gây hại của cây Chrysathemoides monolifera, phát triển phổ biến ở Nam Phi.